# Jacques de Laval-Auvilliers
Jacques de Laval-Auvilliers, chevalier, seigneur de La Faigne, Auvilliers et Montceuil. Il eut en partage la seigneurie d'Auvilliers, avec une partie de celle de la Faigne, dont les autres parts lui revinrent après le décès de Louise de Laval, sa nièce.
Les seigneurs d'Auvilliers portaient les armes de Montmorency-Laval.

## Famille
Fils de René II de Laval-La Faigne, il avait épousé Marguerite de Mézières, dame de Montceuil, par contrat du 22 janvier 1554. Elle était veuve de Jean de Villiers, seigneur de l'Estang, dont elle avait trois filles.
Jacques de Laval en eut :
- René, seigneur d'Auvilliers, épousa, en 1584, le 17 novembre, Catherine de l'Hôpital, fille de Jean de l'Hôpital, comte de Choisy, conseiller et chambellan du roi, capitaine de cinquante hommes d'armes de ses ordonnances, gouverneur du duc d'Anjou, et veuve de Jean, baron d'Orbec. René de Laval mourut sans postérité  ;
- Suzanne, mariée, le 15 mai 1587, avec Esprit d'Allonville, seigneur de Louville, Herville, fils de Jean, chevalier de l'ordre du roi. Elle mourut en 1592, et son mari épousa en secondes noces Suzanne du Bois-de-la-Motte ;
- Elisabeth, mariée , 1° à Gabriel du Bocquet, seigneur de la Gadelière, 2°, en 1598, à Georges de Gauville, seigneur d'Amilly.